# Simons’ Basic

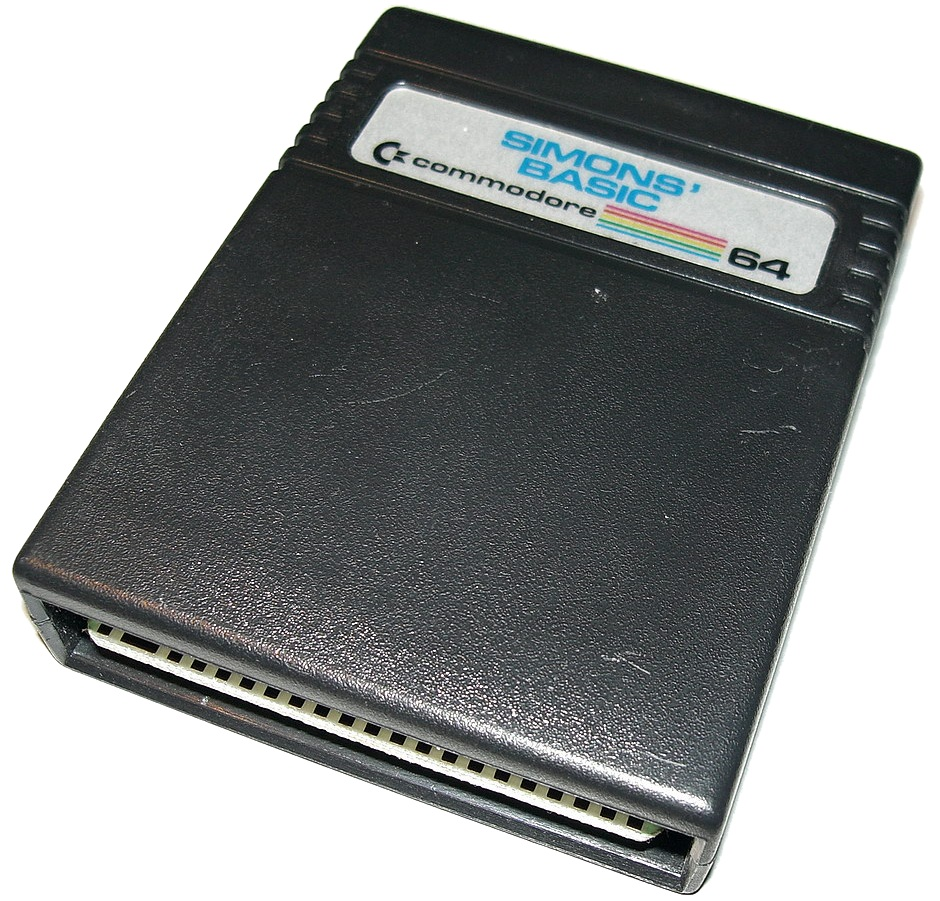
Simons’-BASIC-Modul

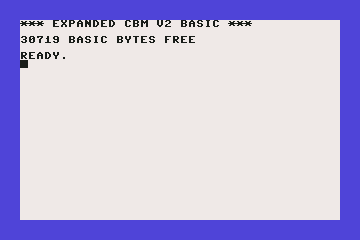
Start-Bildschirm von Simons’-BASIC

Simons’ Basic ist eine Erweiterung des Commodore-Basic-V2-Befehlsatzes für den Commodore-64-Homecomputer. Die Erweiterung wurde 1983 von dem damals 16-jährigen britischen Programmierer David Simons geschrieben und von der Firma Commodore in einem Steckmodul oder auf Diskette vertrieben. Die häufig zu findende Schreibweise „Simon’s BASIC“ ist falsch.
114 zusätzliche Befehle stellt Simons’ BASIC zur Verfügung. Dabei handelt es sich vor allem um Befehle, die das Programmieren von Sprites, hochauflösenden Grafiken, Multicolor-Grafiken und Sound vereinfachten. Zusätzlich gibt es Befehle, die das strukturierte Programmieren unterstützen, wie etwa die ELSE-Klausel zu IF…THEN, benannte Sprungziele, und die Möglichkeit, in Unterprogrammen lokale Variablen zu verwenden. Neben sehr nützlichen Befehlen enthält diese Erweiterung einige, die auch bei Erscheinen bereits eher Kuriositätswert hatten, wie etwa die Möglichkeit, den Bildschirmrahmen in 255 verschiedenen Geschwindigkeiten blinken zu lassen.
Da diese BASIC-Erweiterung sehr bald nach dem Debüt des C64 erschien, sehr mächtig war und von Commodore selbst vermarktet wurde, verbreitete sie sich stärker als alle anderen BASIC-Erweiterungen für den C64. Simons’ BASIC war daher auch das einzige erweiterte BASIC, für das in nennenswerter Zahl Listings zum Abtippen in Computerzeitschriften erschienen. Sogar einige wenige kommerzielle Programme setzten Simons’ BASIC voraus.
Weil ein Teil des im Steckmodul vorhandenen Programmcodes den Adressraum $8000–$9FFF belegt, in dem sich im Normalbetrieb des C-64 ein Teil des Speichers für BASIC-Programme befindet, wird beim Einsatz dieses Moduls der Speicherplatz für BASIC-Programme auf dem Rechner um 8 KB kleiner als im normalen Betrieb – statt 38 KB stehen also nur 30 KB für Benutzerprogramme und deren Variablen zur Verfügung.
Gewisse Verbreitung erlangte auch eine nachprogrammierte, dabei hinsichtlich des Speicherplatzbedarfs optimierte und um einige Befehle ergänzte Variante von Simons’ Basic, die in mehreren "Evolutionsstufen" (EVT911, EVT924, EVT935 und schließlich EVT956, offenbar an Modellbezeichnungen von Porsche angelehnt) mit zunehmendem Funktionsumfang unter der Bezeichnung "Commander BASIC" in Umlauf gebracht wurde. "Commander BASIC EVT956" enthielt gegenüber der Variante "EVT935" keine Befehlserweiterungen, sondern nutzte den Speicherbereich von $C000-$CFFF für einen Teil seines Maschinencodes und ließ so mehr von dem knappen BASIC-Speicherbereich frei.

## Sonstiges
Die Band Barcelona nannte ihr 1999 Debüt-Album „Simon Basic“ als eine Art Tribut. Das Album enthält auch den Song „C-64“.